# BeIN Connect
beIN Connect fue una plataforma de televisión por suscripción y de vídeo bajo demanda accesible únicamente a través de Internet creado por Mediapro. Estuvo disponible en España desde el 22 de julio de 2015 hasta febrero de 2020.
Era posible reproducir contenido en 4 dispositivos de una misma cuenta a la vez y con multipantalla para poder ver hasta cuatro canales en un mismo ordenador.

## Canales ofertados
- Deportes
  - Gol
- Videojuegos
  - Ubeat

## Compatibilidad de dispositivos
Los siguientes dispositivos eran compatibles con beIN Connect:
- Android (Móviles y tabletas)
- Apple (iPhone y iPad)
- Televisión inteligente de Samsung, LG, Hisense, Sony, Android TV
- Chromecast
- Videoconsola: disponible en PS3 y PS4
- Web: se podía acceder a beIN Connect a través de su página web beinconnect.es